# Joey Barrington
Joey Barrington, né le 18 janvier 1980 à Rio de Janeiro, est un joueur professionnel de squash représentant l'Angleterre. Il atteint, en janvier 2007, la 24e place mondiale sur le circuit international, son meilleur classement.
Il est le fils du légendaire joueur Jonah Barrington, vainqueur à 6 reprises du British Open, championnat du monde officieux. Il est depuis sa retraite sportive, le commentateur emblématique de Squash TV (en), la chaine TV du PSA.

## Palmarès

### Titres
- Championnats d'Europe par équipes : 2008